# Джеймс Льоба
Джеймс Хенри Льоба (на английски: James Henry Leuba) е американски психолог, известен най-вече с приносите си към психология на религията. Неговата работа в тази област е белязана от редукционистична тенденция да обяснява мистицизма и други религиозни понятия с физиологични термини. Философски погледнато, неговата позиция може да бъде описана като натурализъм. Неговата работа сочи към аналогии с определени преживявания, предизвикани от наркотици. Той се застъпва за натуралистичното лечение на религията, което разглежда като нужно, ако религиозната психология ще бъде разглеждана научно.